# 아르투르 유수포프 (축구 선수)
아르투르 리모비치 유수포프(러시아어:  Артур Римович Юсупов, Artur Rimovich Yusupov, 1989년 9월 1일 ~ )는 PFC 소치에서 활약하고 있는 러시아의 축구 선수이다. 대회 막판 부상으로 대표팀에서 낙마한 이고리 데니소프를 대신하여 UEFA 유로 2016 러시아 축구 국가대표팀에 발탁되었다.